# Anatoli-Stepanow-Stadion
Das Anatoli-Stepanow-Stadion (russisch Спортивно-технический комплекс имени Анатолия Степанова Sportiwno-technitscheski kompleks imeni Anatolija Stepanowa kurz СТК им. А. Степанова, bis 2010 Стадион «Строитель») in Toljatti, Russland, ist ein Stadion mit einer Motorsport-Rennstrecke für Speedway- und Eisspeedway-Rennen. Die Speedwaybahn hat einen Umfang von 353 Metern.

## Geschichte
Das Stadion wurde 1963 eröffnet. Es ist benannt nach Anatoli Alexejewitsch Stepanow, dem 2009 nach einem Mordanschlag verstorbenen Abgeordneten der Duma der Oblast Samara und Präsidenten des Sportvereins Mega-Lada, der das Stadion betreibt.
2019 war das Stadion Schauplatz des Speedway of Nations 2019. Im Jahr 2021 wurde der Speedway Grand Prix of Russia dort ausgetragen. Eine Wiederholung 2022 scheiterte an den Motorsportsaktionen der FIM in Folge des russischen Angriffskrieges in der Ukraine.